# 용인대덕중학교
용인대덕중학교(龍仁大德中學校)는 대한민국 경기도 용인시 수지구 죽전동에 있는 공립 중학교이다.

## 학교 연혁
- 2005년 1월 19일 : 학교설립 인가
- 2005년 3월 1일 : 초대 김진대 교장 취임
- 2005년 3월 1일 : 용인대덕중학교 개교
- 2005년 3월 3일 : 제1회 입학식(입학생 197명)
- 2006년 2월 15일 : 제1회 졸업식(졸업생 36명)
- 2022년 3월 1일 : 제5대 정태회 교장 취임
- 2024년 1월 8일 : 제19회 졸업식(졸업생 200명)
- 2024년 3월 4일 : 제20회 입학식(입학생 200명)

## 참고 자료
- 용인대덕중학교 - 한국교육학술정보원 학교알리미